# 内文·苏博蒂奇
内文·苏博蒂奇（塞爾維亞语：Heвeн Cубoтић，1988年12月10日—），塞爾維亞退役足球運動員，司職中後衛。他在2006-07赛季美因茨開始了他的職業生涯。

## 榮譽

### 球會
多蒙特
- 歐洲聯賽冠軍盃 亞軍：2013年
- 德甲聯賽 冠軍：2010/11；2011/12
- 德國盃 冠軍：2012年
- 德國盃 亞軍：2008年
- 德國超級盃 冠軍：2008年